# Max et la belle négresse
Max et la belle négresse è un cortometraggio del 1910 diretto da Lucien Nonguet.

## Conosciuto anche come
Francia (titolo alternativo): Max et sa belle négresse